# 이와키 히데타카
이와키 히데타카(일본어: 岩城秀隆, 1675년 12월 30일 ~ 1718년 12월 31일)는 일본 에도 시대의 다이묘로, 가메다번의 4대 번주이다. 3대 번주 이와키 시게타카의 맏아들인 이와키 가게타카의 맏아들이다. 어머니는 오가사와라 나가쓰구의 딸이다. 관위는 종5위하, 이요노카미이다.
엔포 원년(1675년) 12월에 태어났다. 아버지 가게타카는 원래 가문을 계승할 인물이지만, 할아버지 시게타카와 대립하여 폐적된 뒤에 유폐되었다. 대신 가게타카의 아들인 히데타카가 덴나 3년(1683년) 5월 6일에 쇼군 도쿠가와 쓰나요시를 알현하였다. 가게타카는 겐로쿠 9년(1696년)에 사망하였고, 호에이 원년(1704년) 2월 10일에 할아버지 시게타카가 은거함에 따라, 히데타카가 그 뒤를 계승하여 번주가 되었다. 쇼토쿠 5년(1715년)에 슨부 가반(駿府加番)에 임명되었다. 교호 3년(1718년) 12월 31일에 가메다에서 43세로 사망하였다. 아들이 둘 있었으나 일찍 사망하였기 때문에, 히데타카는 이와키 가문 17대인 이와키 쓰네타카의 자손인 센다이번사 다테 무라타카를 양자로 맞이하려고 하였다. 하지만 다테 가문과의 교섭이 잘 이루어지지 않아, 구보타 번 사타케 가문과 양자 교섭을 하였으나 이또한 잘 되지 않았다. 결국 센다이 번주 다테 요시무라의 동생인 다테 무라오키의 아들 다카쓰구를 임시 양자로 맞이하게 되었다. 히데타카 사후 다카쓰구는 말기양자로서 번주직을 계승하였다.
| 전임 이와키 시게타카 | 제4대 가메다번 번주 1704년 ~ 1718년 | 후임 이와키 다카쓰구 |